# 北府中駅
北府中駅（きたふちゅうえき）は、東京都府中市晴見町二丁目にある、東日本旅客鉄道（JR東日本）武蔵野線の駅である。駅番号はJM 34。八王子支社管轄の駅。

## 歴史
もともとは、中央本線国分寺駅から多摩川（下河原駅）までの東京砂利鉄道の専用鉄道の途中に位置していた。その後鉄道省が東京砂利鉄道を買収、この線は中央本線貨物支線（通称・下河原線）となる。一旦国分寺駅構内側線扱いとなった後、国分寺 - 東京競馬場前間が東京競馬場へのアクセスのため、中央本線の旅客支線（下河原線）として開業し、中間駅（富士見仮信号場）として当駅が設けられた。
戦時中に、東芝府中事業所（当時は軍需工場）の従業員輸送のため、客扱いが開始され、戦後には仮乗降場となる。一旦信号場に格下げになったものの、正式な駅として再開されている。
その後、武蔵野線開業とそれに伴う下河原線の旅客営業廃止（貨物線としては武蔵野線に編入）に伴い当駅も武蔵野線に編入され、貨物線廃止後も武蔵野線の駅として現在に至っている。
なお下河原緑道（下河原線跡の遊歩道）の歴史説明板に「東芝前」との記述があるが、当駅を正式に「東芝前」とした記録はない。
以下、下河原線として開業時点からの歴史概略を併せて記す。

### 年表
- 1910年（明治43年）：東京砂利鉄道の専用鉄道として国分寺 - 下河原間開業[2]。
- 1920年（大正9年）5月25日：鉄道省が東京砂利鉄道を買収。翌日付で中央本線貨物支線（下河原線）となる[3]。
- 1921年（大正10年）12月1日：営業を廃止、国分寺駅構内側線扱いとなる[3]。
- 1934年（昭和9年）
  - 4月2日：中央本線支線（下河原線）国分寺 - 東京競馬場前間開業。競馬開催日に限り旅客輸送（貨物線は国分寺駅構内扱いのまま）[3]。
  - 11月6日：国分寺 - 東京競馬場前間当駅の元となる富士見仮信号場が開設[2]。
- 1944年（昭和19年）10月1日：下河原線の営業を休止。この頃から国分寺 - 当駅構内の乗降施設間に軍需工場従業員専用電車を運転。正式ではないものの客扱いが開始される[2]。
- 1947年（昭和22年）4月24日：下河原線の営業を再開[3]。
- 1949年（昭和24年）1月21日：仮乗降場に昇格、富士見仮乗降場開業[3]。
- 1952年（昭和27年）7月1日：信号場に降格、北府中信号場となる[2]。同時に当駅 - 下河原間の貨物支線が開業（復活）[3]。貨物線への分岐点は現駅から約1.5km南であり東京競馬場前駅の構内であるが、営業上は当駅で分岐の扱いとされる。
- 1956年（昭和31年）
  - 8月15日：下河原線が通年旅客営業を開始。
  - 9月1日：駅に昇格、北府中駅開業（中央本線所属）[3]。貨物営業開始。
- 1973年（昭和48年）4月1日：武蔵野線開業に伴い、下河原線国分寺 - 当駅 - 東京競馬場前間廃止[3]。当駅ならびに当駅 - 下河原駅間の貨物支線を武蔵野線に編入[3]。開業当初に自動改集札機が試験設置された12駅の一つ。
- 1976年（昭和51年）9月20日：下河原への貨物支線（下河原線）が廃止[3]。
- 1982年（昭和57年）4月1日：貨物取扱を廃止[4]。
- 1987年（昭和62年）4月1日：国鉄分割民営化に伴い、東日本旅客鉄道（JR東日本）の駅となる[4]。
- 1994年（平成6年）2月4日：自動改札機を設置[5]。
- 2001年（平成13年）11月18日：ICカード「Suica」の利用が可能となる[広報 1]。
- 2009年（平成21年）5月31日：みどりの窓口の営業を終了。
- 2022年（令和4年）1月27日：改札外に駅ナカシェアオフィス「STATION WORK」のテレワークブース「STATION BOOTH」が開設[6]。

## 駅構造
島式ホーム1面2線の地上駅で、線路と並行する東京都道17号所沢府中線（府中街道）の歩道橋および、東芝府中事業所への連絡口通路が一体となった、橋上駅舎を有している。この東芝府中事業所への連絡口は同社の関係者専用であったが、2014年（平成26年）3月30日より線路沿い西側に日鋼町方面へ通じる東芝町地内歩行者専用道路が設置されており、その出入口階段までは一般客も通行できる。ただし通行可能時間は初電から終電までである。
武蔵野統括センターが管理する業務委託駅で、JR東日本ステーションサービスが受託する。ただし、お客さまサポートコールシステムが導入されており、一部時間帯は遠隔対応のため改札係員は不在となる。また、多機能券売機・指定席券売機・自動改札機・エスカレーター・エレベーター・多機能トイレが設置されている。
ステーションカラーは深緑色。

### のりば
| 番線 | 路線     | 方向 | 行先                                 |
| ---- | -------- | ---- | ------------------------------------ |
| 1    | 武蔵野線 | 上り | 府中本町方面                         |
| 2    | 武蔵野線 | 下り | 西国分寺・南浦和・新松戸・西船橋方面 |

（出典：JR東日本:駅構内図）

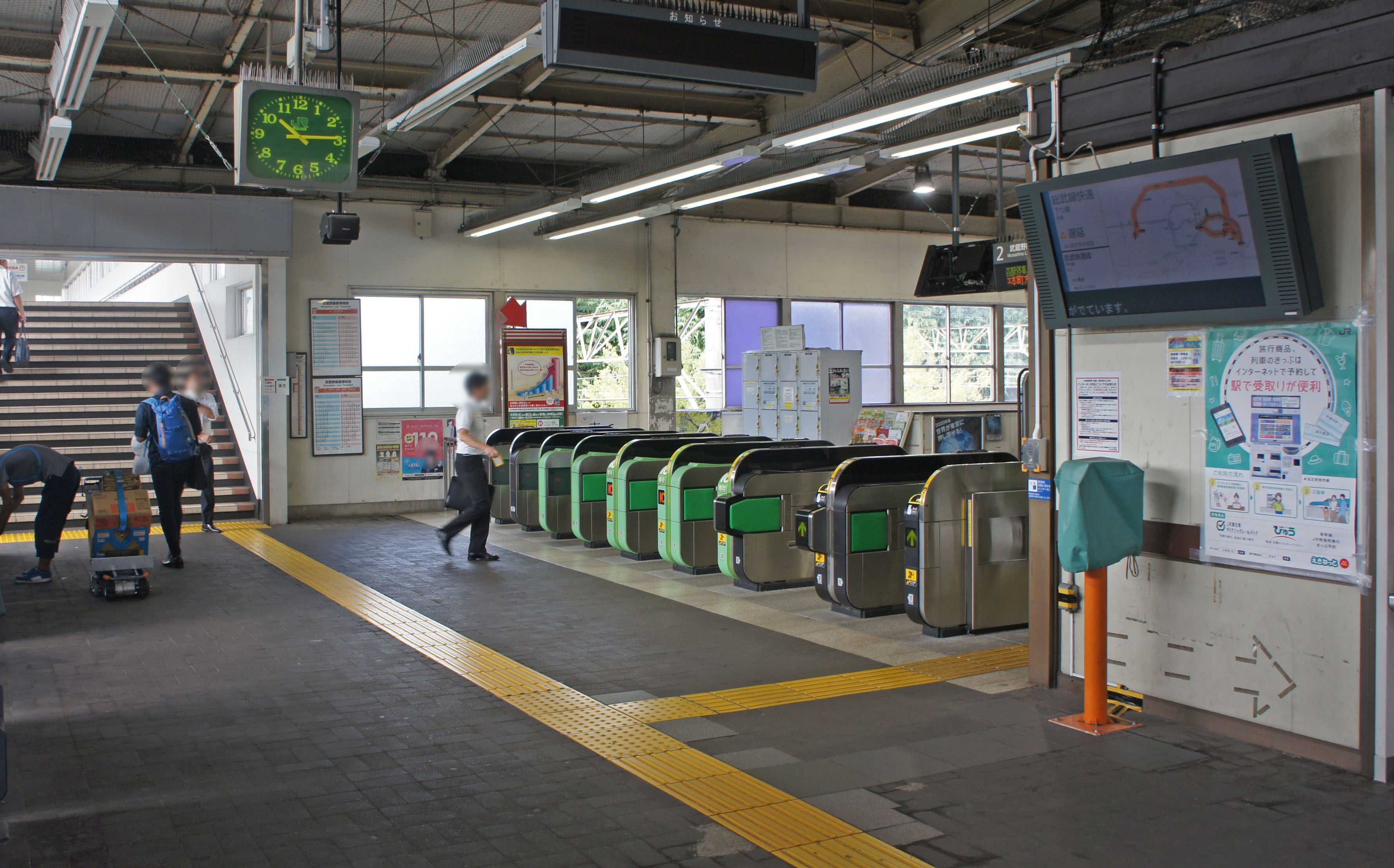
コンコースと東芝府中事業所入口（2019年9月）
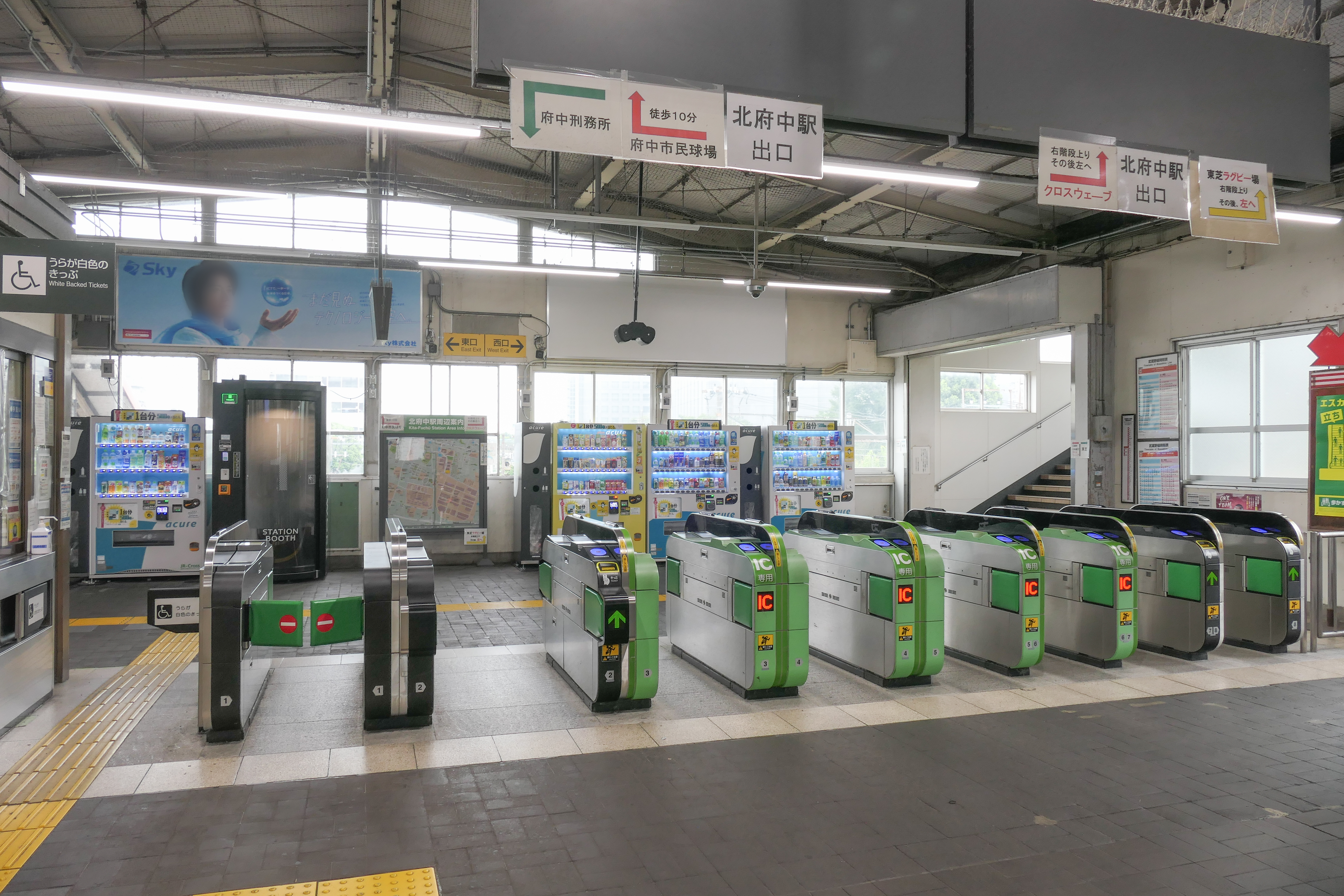
改札口（2022年8月）
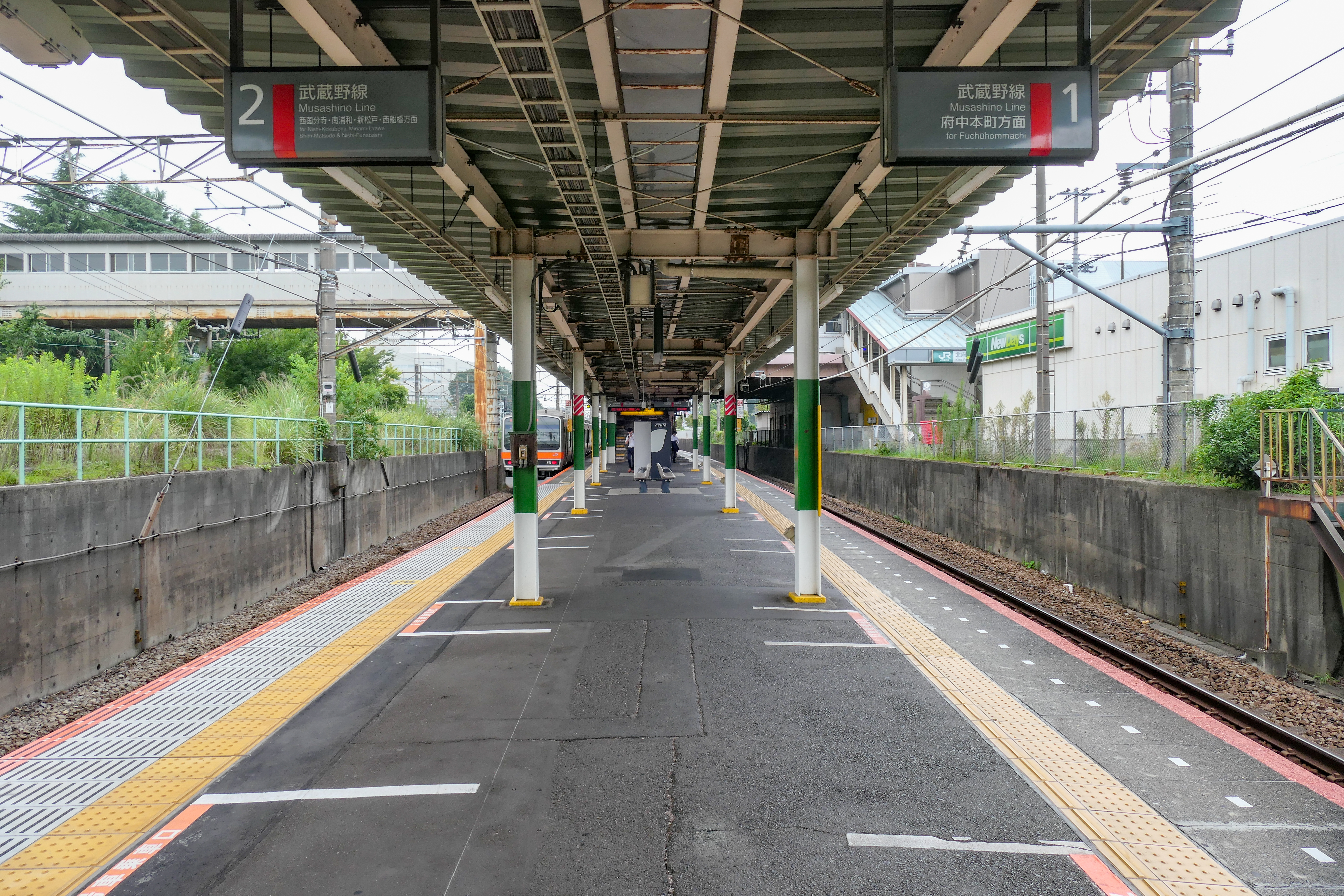
ホーム（2022年8月）
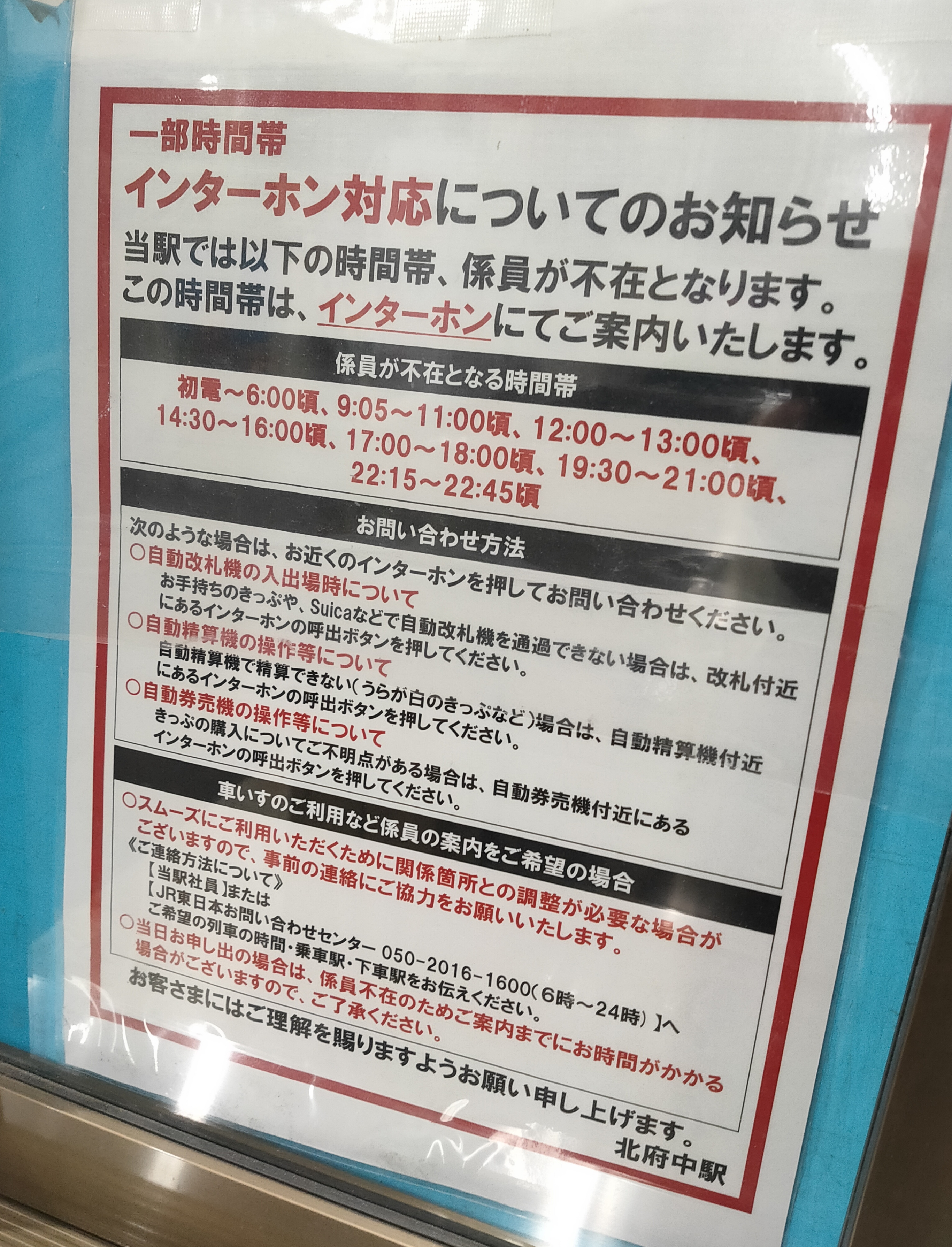
改札係員の不在時間（乗車駅証明書およびインターホンでの対応となる）

### 専用線
駅西側には複数の側線が引かれ、そのうちホーム側の側線は時折工臨列車が入線し保線工事の資材置き場として使われる他、ホームから遠い側のものは隣接する東芝府中事業所へ続き、落成した電気機関車の試運転や搬出に使用されている。また鉄道車両に搭載する機器の試験などのために保有するEF65形電気機関車や構内入換用の入換動車などが留置されていることもある。かつては線路上に動物などの派手なペイントが施された103系電車と湘南色をまとった荷物電車が留置されていたが、塗色の塗り直しや改造を経て、両車は2021年に千葉県いすみ市のポッポの丘に譲渡・移設された。EF65形電気機関車などの車両は構内北側に移動している場合もあるが、多くの場合武蔵野線車内から見ることが可能である。
また武蔵野線の建設工事中には、専用線を間借りして中央本線の支線（下河原線）の仮設ホームが設置され、現在の橋上駅舎とは東芝府中事業所への跨線橋で連絡していた。
かつては駅東側に隣接する府中刑務所への専用線もあり、刑務所内で製造された製品輸送に用いられていたが、既に撤去されている。府中刑務所の西側には線路が引き込まれていた際の壁のへこみと当時使われていたシャッターが残っていたが、刑務所外壁工事により撤去された。
駅の南西側の日本製鋼所東京製作所（現・府中インテリジェントパーク）、駅の南側の螺旋道路付近から富士見通りを東に進み、旧陸軍燃料廠（府中基地、現・府中の森公園）へ至る専用線も存在した。

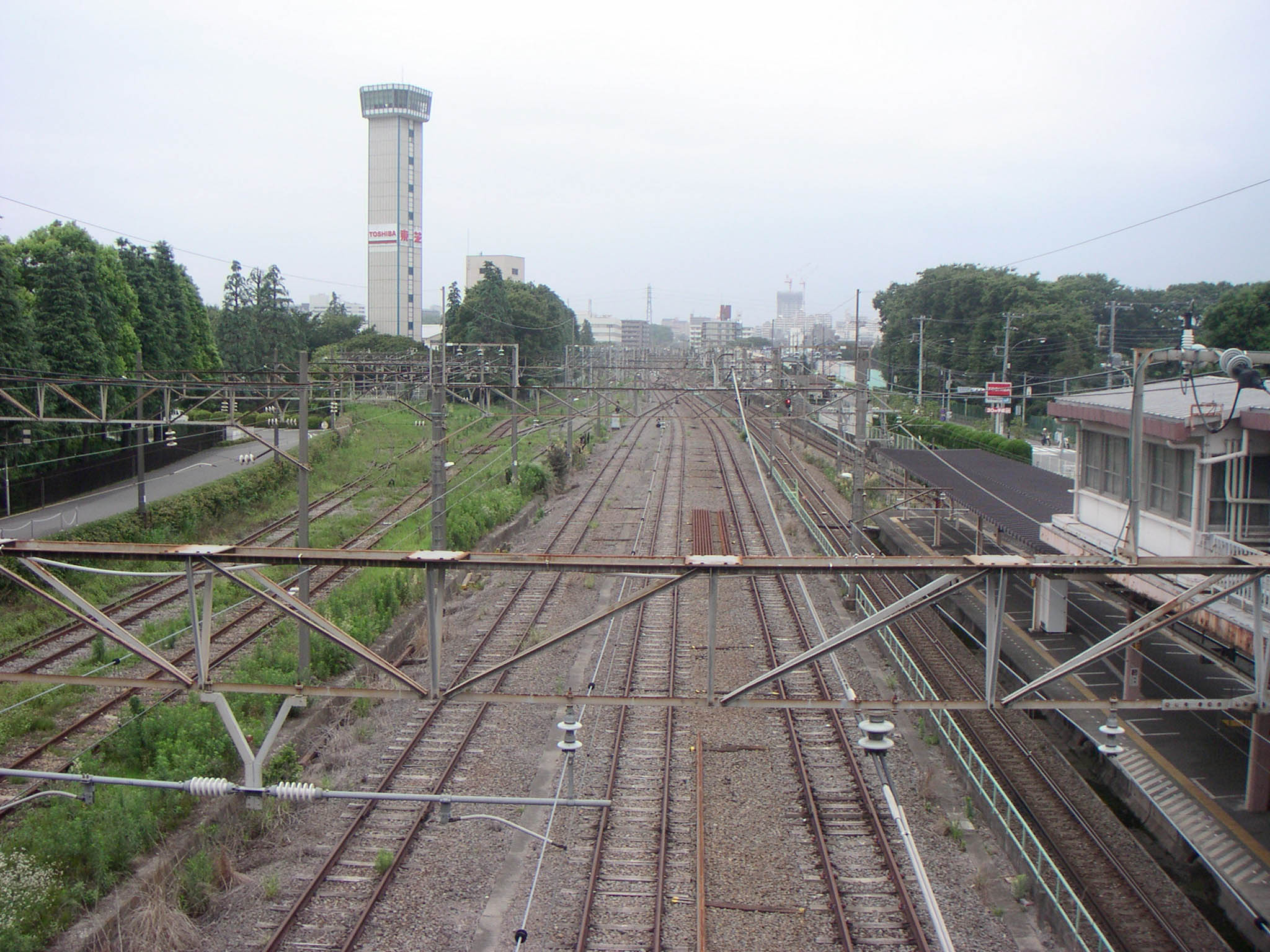
東芝府中事業所への専用線（左）
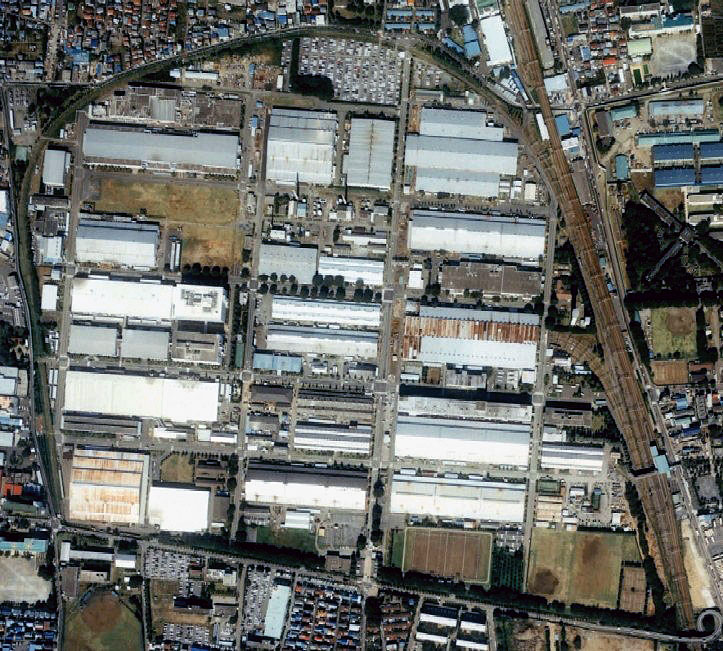
専用線の航空写真

## 利用状況
2023年度（令和5年度）の1日平均乗車人員は12,517人で、武蔵野線内26駅中西浦和駅に次いで21位である。ここ10年は増加傾向にあり、減少の一途を辿っている三郷駅を上回っており、2020年度（令和2年度）には東所沢駅を超えたがその後再び逆転された。
1990年度（平成2年度）以降の1日平均乗車人員の推移は下表の通りである。
| 年度               | 1日平均 乗車人員 | 出典     |
| ------------------ | ---------------- | -------- |
| 1990年（平成02年） | 9,677            | [ * 1 ]  |
| 1991年（平成03年） | 11,183           | [ * 2 ]  |
| 1992年（平成04年） | 12,548           | [ * 3 ]  |
| 1993年（平成05年） | 12,699           | [ * 4 ]  |
| 1994年（平成06年） | 12,660           | [ * 5 ]  |
| 1995年（平成07年） | 12,568           | [ * 6 ]  |
| 1996年（平成08年） | 12,145           | [ * 7 ]  |
| 1997年（平成09年） | 11,639           | [ * 8 ]  |
| 1998年（平成10年） | 11,315           | [ * 9 ]  |
| 1999年（平成11年） | 11,169           | [ * 10 ] |
| 2000年（平成12年） | 11,316           | [ * 11 ] |
| 2001年（平成13年） | 11,328           | [ * 12 ] |
| 2002年（平成14年） | 11,555           | [ * 13 ] |
| 2003年（平成15年） | 11,879           | [ * 14 ] |
| 2004年（平成16年） | 11,662           | [ * 15 ] |
| 2005年（平成17年） | 11,387           | [ * 16 ] |
| 2006年（平成18年） | 11,806           | [ * 17 ] |
| 2007年（平成19年） | 12,771           | [ * 18 ] |
| 2008年（平成20年） | 13,162           | [ * 19 ] |
| 2009年（平成21年） | 13,086           | [ * 20 ] |
| 2010年（平成22年） | 13,610           | [ * 21 ] |
| 2011年（平成23年） | 13,490           | [ * 22 ] |
| 2012年（平成24年） | 13,696           | [ * 23 ] |
| 2013年（平成25年） | 14,059           | [ * 24 ] |
| 2014年（平成26年） | 14,184           | [ * 25 ] |
| 2015年（平成27年） | 15,090           | [ * 26 ] |
| 2016年（平成28年） | 15,136           | [ * 27 ] |
| 2017年（平成29年） | 15,261           | [ * 28 ] |
| 2018年（平成30年） | 15,276           | [ * 29 ] |
| 2019年（令和元年） | 15,064           | [ * 30 ] |
| 2020年（令和02年） | 12,418           |          |
| 2021年（令和03年） | 12,281           |          |
| 2022年（令和04年） | 12,051           |          |
| 2023年（令和05年） | 12,517           |          |

## 駅周辺
改札を出て左側が府中街道、右側が東芝府中事業所および歩行者専用道路への連絡口である。
付近には府中刑務所・国際連合アジア犯罪防止研修所・法務省矯正研修所・府中インテリジェントパーク（大型オフィス街）や府中中央公園・府中市民球場がある。
- NEWDAYS北府中（駅構内ではなく駅舎南側の府中街道沿いにある同店では珍しい路面店）
- NREG北府中ビル
- 京王バス府中営業所
  - 京王府中晴見町ビル（京王電鉄バスグループ各社の本社）
- 東京農工大学府中キャンパス
- 府中市民球場
- 東京都立府中高等学校
- 東京消防庁府中消防署
- 東京消防庁府中消防署栄町出張所
- 学校法人明星学苑 明星幼稚園・小学校・中学校・高等学校
- 府中インテリジェントパーク（日本製鋼所東京製作所跡、東芝南側）
  - ヒューリック府中タワー（旧府中Jタワー）
    - 府中日鋼町郵便局

  - 日本銀行府中分館
  - 住友信託銀行府中ビル
  - 第一生命府中ビル
  - KDDI府中ビル
  - あおぞら銀行府中別館
  - セミナーハウス・クロスウェーブ府中
- 島忠府中店
- ケーズデンキ府中本店
- 府中ショッピングスクエア（東芝西側）
  - ヤマダデンキYAMADA New web.com 府中店
  - サミット府中西原店
  - スポーツオーソリティ府中店

## バス路線
「東芝前（北府中駅前）」停留所にて、京王バス（府中営業所）が運行する路線バスが発着する。
0番のりば
- 国01・武66・寺83：府中営業所
- 国02・国03・府21：府中駅

1番のりば
- 国01・国02・国03：国立駅南口
- 府02：府中駅
- 府21：総合医療センター
- 寺83：国分寺駅南口

## 隣の駅
東日本旅客鉄道（JR東日本）
 武蔵野線
西国分寺駅 (JM 33) - 北府中駅 (JM 34) - 府中本町駅 (JM 35)
定期列車は設定されていないが、当駅から武蔵野南線（貨物線）・南武線に直通する旅客列車は府中本町駅の線路構造上、当駅方面からホームのある線を経由して武蔵野南線・南武線と行き来できないため、当駅に停車する列車もある。

### かつて存在した路線
日本国有鉄道
中央本線支線（下河原線本線）
国分寺駅 - 北府中駅 - 東京競馬場前駅
武蔵野線貨物支線（下河原線貨物線）
北府中駅 - 下河原駅

### 記事本文